# ليونرد هوارد
ليونارد هوارد (1699 -1767) كان رجل دين وكاتبًا إنجليزيًا.

## حياته
ولد عام 1699، وكان في الأصل كاتبًا في مكتب البريد. حصل على أوامر، وحصل على الماجستير على الأرجح من بعض الجامعات الاسكتلندية، و D.D. بحلول عام 1745. في عام 1742 كان أمينًا لرعايا سانت جون وساوثوارك وسانت بوتولف وألدرسغيت وقسيسًا لفريدريك أمير ويلز. بعد ثلاث سنوات أصبح نائب الأسقف تاوتن أو ساوث تاوتن، ديفون، ومحاضرًا في سانت ماغنوس، جسر لندن، وسانت جيمس، غارليك هيث.
في 18 يوليو 1749، قدمه التاج إلى بيت القسيس للقديس جورج الشهيد، ساوثوارك، الذي ألقاه مع محاضرات القديس ماغنوس والقديس مارغريت، فيش ستريت. تم تعيينه بعد ذلك قسيسًا لأوغستا ساكس جوتا، أميرة ويلز الأرملة. توفي في 21 ديسمبر 1767، عن عمر يناهز 68 عامًا، ودُفن تحت مائدة القربان في كنيسة القديس جاورجيوس. كان هوارد واعظًا شهيرًا، لكن المشاكل المالية أدت في كثير من الأحيان إلى سجنه في سجن بنش الملك، حيث كان يُطلق عليه لقب «شاعر البلاط»، وأحيانًا كان يحصل على المال كأشتراكات في الكتب التي يتظاهر بأنه يكتبها.

## أعماله
في عام 1728 نشر بعض «آيات عن استعادة اللورد تاونسند»، نقشت بتواضع إلى… السير روبرت والبول، مع قصيدة عن ويليام الثالث (الحرفي، 15 يونيو 1728). أشهر أعمال هوارد هو مجموعة من الرسائل من المخطوطات الأصلية للعديد من الأمراء والشخصيات العظيمة ورجال الدولة. جنباً إلى جنب مع بعض القطع النادرة والفضولية وقطع من العصور القديمة، لندن، 1753. المجلد الثاني، الذي أعلن أنه قيد الإعداد، لم يظهر. كانت هناك طبعة أخرى في مجلدين، مع مذكرات الأمير البائس أنتوني الأول من البرتغال، واقتصاد حياة عالية، لندن، 1756.
إلى جانب الخطب، نشر هوارد أيضًا:
أحدث دليل للولاءات الخاصة في ثلاثة أجزاء، لندن، 1745 (1753، 1760).
"الكتاب المقدس الملكي؛ أو جسدًا كاملًا من الألوهية المسيحية: يحتوي على الكتب المقدسة بشكل عام، وشرح كامل... لجميع النصوص الصعبة... جنبًا إلى جنب مع الملاحظات والملاحظات النقدية بشكل عام، لندن، 1761.
«كتاب الصلاة المشتركة... موضَّح ومُفسَّر بعبارة… إعادة صياغة كاملة،» لندن، 1761.
"قطع متفرقة في النثر والشعر... مضاف إليها الرسائل، من هنري هاتسيل، إسق، المتوفى؛ والعديد من المسالك والقصائد وج. لبعض الشخصيات البارزة في الفكاهة، لندن، 1765.
كما قام بمراجعة "الرفيق الجديد لمهرجانات وصيام كنيسة إنجلترا،" لندن، 1761. سرقات هوارد الأدبية عرّضته للنقد، والذي أشار إليه في مقدمات "أحدث دليل" و "مجموعة الرسائل". "